# Liste der Baudenkmäler in Markt Einersheim
Auf dieser Seite sind die Baudenkmäler in dem unterfränkischen Markt Markt Einersheim zusammengestellt. Diese Tabelle ist eine Teilliste der Liste der Baudenkmäler in Bayern. Grundlage ist die Bayerische Denkmalliste, die auf Basis des Bayerischen Denkmalschutzgesetzes vom 1. Oktober 1973 erstmals erstellt wurde und seither durch das Bayerische Landesamt für Denkmalpflege geführt wird. Die folgenden Angaben ersetzen nicht die rechtsverbindliche Auskunft der Denkmalschutzbehörde.
 Diese Liste gibt den Fortschreibungsstand vom 16. April 2020 wieder und enthält 24 Baudenkmäler.

## Ensembles

### Ensemble Ortskern Markt Einersheim
Der Marktflecken entwickelt sich entlang einer ost-west-gerichteten, zwischen zwei Toren eingespannten Durchgangsstraße, die durch den mittleren Marktplatz in zwei Abschnitte geteilt wird. Der etwa rechteckige Marktplatz ist vom altertümlichen Fachwerkbau des Rathauses beherrscht, in dem sich der Durchgang zum dahinterliegenden Kirchenbezirk befindet. Die Bebauung besteht hauptsächlich aus Bauernhöfen kleineren Zuschnitts des 18./19. Jahrhunderts, die der Straße die Giebelseite ihres Wohngebäudes zuwenden. Dazwischen sind einige Traufseithäuser gestreut, meist 19. Jahrhundert. Im westlichen Straßenabschnitt setzt der neugotische Straßenflügel des von-Rechteren-Limpurg-Schlosses einen eigenen architektonischen Akzent. Umgrenzung: Kirchplatz 1–5 – Marktplatz 1–11 – Von-Rechteren-Limpurg-Straße 1–24, 26, 28. Aktennummer: E-6-75-148-1.

## Ortsbefestigung
| Lage                                       | Objekt         | Beschreibung | Akten-Nr.     | Bild           |
| ------------------------------------------ | -------------- | --- | ------------- | -------------- |
| Von-Rechteren-Limpurg-Straße 1 (Standort)  | Würzburger Tor | Sandsteinquaderunterbau mit Fachwerkobergeschoss und Satteldach, im 14. Jahrhundert errichtet, 1680 um ein Stockwerk erniedrigt, Sanierung 1999                                   | D-6-75-148-13 | weitere Bilder |
| Von-Rechteren-Limpurg-Straße 23 (Standort) | Nürnberger Tor | Massiver Unterbau mit verputztem Fachwerkobergeschoss und Walmdach, im 14. Jahrhundert errichtet, 1728 um ein Stockwerk erniedrigt, Renovierung 1894, umfangreiche Sanierung 1999 | D-6-75-148-18 | weitere Bilder |

## Gemeindeübergreifendes Baudenkmal
| Lage                                    | Objekt     | Beschreibung | Akten-Nr.      | Bild |
| --------------------------------------- | ---------- | --- | -------------- | ---- |
| Fehlberg, Löcher, Sonnenberg (Standort) | Landgraben | in Teilen erhalten, ursprünglich entlang der gesamten Gemarkungsgrenze der Stadt Iphofen verlaufende Landwehr in Form eines Weges mit einem angrenzenden 1,5 Meter tiefen Graben, 13./14. Jh., an der westlichen, südlichen und teilweise südöstlichen Gemarkungsgrenze von Iphofen (Lage) (Lage) (Lage) (Lage) (Lage) (Lage) (Lage) (Lage) (Lage) (Lage) (Lage) (Lage) (Lage) (Lage) (Lage) (Lage); (teilweise im Gebiet der Gemeinden Iphofen, Mainbernheim und Willanzheim) | D-6-75-139-141 | BW   |

## Baudenkmäler nach Gemeindeteilen

### Markt Einersheim
| Lage                                                  | Objekt                                           | Beschreibung | Akten-Nr.     | Bild           |
| ----------------------------------------------------- | ------------------------------------------------ | --- | ------------- | -------------- |
| Am Schloßweg an der Gabelung Neubauhofweg (Standort)  | Grenzstein                                       | Sandstein, 18. Jahrhundert; | D-6-75-148-21 | weitere Bilder |
| Am Schloßweg, an der Gabelung Neubauhofweg (Standort) | Bildstocktorso                                   | Spätgotischer Bildaufsatz mit Kreuzigung, seitliche Assistenzfiguren, bezeichnet „1447“ (1973 an dieser Stelle neu errichtet)                                                                | D-6-75-148-20 | weitere Bilder |
| Bahnhofstraße 37 (Standort)                           | Bahnhof                                          | Empfangsgebäude, dreieinhalbgeschossiger Sandsteinquaderbau mit Lisenengliederung und Rundbogenfenstern im Erdgeschoss, Vordach (Gattungstyp IV), um 1865                                    | D-6-75-148-22 | BW             |
| Kirchplatz 1 (Standort)                               | Evangelisch-lutherische Pfarrkirche St. Matthäus | Gotische Chorturmkirche des 13./14. Jahrhunderts, Langhaus 1626/27 erneuert, Erweiterung nach Westen 1868; mit Ausstattung                                                                   | D-6-75-148-1  | weitere Bilder |
| Kirchplatz 2 (Standort)                               | Inschriftenstein                                 | Sandstein, bezeichnet „1596“ | D-6-75-148-2  | weitere Bilder |
| Kirchplatz 3 (Standort)                               | Pfarrhaus                                        | Zweigeschossiger Satteldachbau mit Fachwerkgiebel, 1702/03, 1902 verändert | D-6-75-148-3  | weitere Bilder |
| Luitgardhof 2, 3 (Standort)                           | Ehemaliges Wirtschaftsgebäude                    | Zweigeschossiger Halbwalmdachbau mit Fachwerkobergeschoss, bezeichnet „1731“ | D-6-75-148-4  | BW             |
| Luitgardhof 2, 3 (Standort)                           | Ehemaliges Wirtschaftsgebäude                    | Eingeschossiger Satteldachbau, Fachwerk, 18. Jahrhundert | D-6-75-148-5  | weitere Bilder |
| Marktplatz 1 (Standort)                               | Wohnhaus                                         | Zweigeschossiger Satteldachbau mit verputztem Fachwerkobergeschoss, Ecklage, 18./19. Jahrhundert                                                                                             | D-6-75-148-6  | weitere Bilder |
| Marktplatz 1 (Standort)                               | Remise                                           | Westlich ans Wohnhaus anschließend, mit Satteldach und Fachwerkgiebel | D-6-75-148-6  | BW             |
| Marktplatz 5 (Standort)                               | Rathaus                                          | Zweigeschossiger Walmdachbau mit rundbogiger Tordurchfahrt und Zierfachwerkobergeschoss, erbaut 1567/68; das Fachwerkobergeschoss 1740–42 erneuert; bezeichnet „1567“ und „1568“, 1907, 2000 | D-6-75-148-7  | weitere Bilder |
| Marktplatz 9 (Standort)                               | Büro- und Wohngebäude                            | Zweigeschossiger Walmdachbau mit unverputzter Bruchsteinfassade, im Kern 18. Jahrhundert, die Vorderseite massiv erneuert, bezeichnet „1907“                                                 | D-6-75-148-8  | weitere Bilder |
| Marktplatz 11 (Standort)                              | Wohnhaus                                         | Zweigeschossiger Satteldachbau mit verputztem Fachwerkobergeschoss, 18./19. Jahrhundert | D-6-75-148-9  | weitere Bilder |
| Nürnberger Straße 1 (Standort)                        | Wohn- und Geschäftshaus                          | Zweigeschossiger traufständiger Halbwalmdachbau über erhöhtem Sockel, mit Fachwerkobergeschoss, geohrten Fensterrahmungen und doppelläufiger Freitreppe, frühes 19. Jahrhundert              | D-6-75-148-10 | weitere Bilder |
| Nürnberger Straße 6 (Standort)                        | Ehemaliger Gasthof                               | Zweigeschossiger giebelständiger Halbwalmdachbau, im Erdgeschoss geohrte Fenster- und Türrahmungen, bezeichnet „1789“                                                                        | D-6-75-148-11 | weitere Bilder |
| Schockengasse 3 (Standort)                            | Wohnhaus                                         | Zweigeschossiger Steilsatteldachbau mit Fachwerkobergeschoss, Anbau, dendrochronologisch datiert 1609                                                                                        | D-6-75-148-12 | weitere Bilder |
| Von-Rechteren-Limpurg-Straße 9 (Standort)             | Wohn- und Geschäftshaus                          | Zweigeschossiger Satteldachbau mit Fachwerkobergeschoss in Ecklage, bezeichnet „1738“ | D-6-75-148-14 | weitere Bilder |
| Von-Rechteren-Limpurg-Straße 10 (Standort)            | Schloss der Herren von Rechteren-Limpurg         | Zweiflügelanlage, längsrechteckiger Fachwerkbau, ab 1685 ausgebaut, 1859 durch einen neugotischen Stirnbau erweitert                                                                         | D-6-75-148-15 | weitere Bilder |
| Von-Rechteren-Limpurg-Straße 20 (Standort)            | Wirtshausschild                                  | Schmiedeeisen, 18. Jahrhundert | D-6-75-148-16 | weitere Bilder |
| Von-Rechteren-Limpurg-Straße 22 (Standort)            | Wohnhaus                                         | Zweigeschossiger giebelständiger Satteldachbau mit Fachwerkobergeschoss, 18. Jahrhundert | D-6-75-148-17 | weitere Bilder |

### Neubauhof
| Lage                                                     | Objekt              | Beschreibung | Akten-Nr.     | Bild           |
| -------------------------------------------------------- | ------------------- | --- | ------------- | -------------- |
| Speckfelder Wald, nordwestlich des Neubauhofs (Standort) | Burgruine Speckfeld | Urkunden belegen die Existenz der Burg zwischen 1226 und 1354. Die Burg war von einer Wehrmauer umgeben, erhalten haben sich Reste des Turmes „Frankenland“. | D-6-75-148-19 | weitere Bilder |